# 陳柳
陳柳（越南语：／，1211年—1251年4月23日）是越南陳朝初期的王族、武將。他是陳朝開國皇帝陳太宗陳煚的兄長，太上皇陳承之子。
初，陳柳娶李昭皇（李佛金）的姐姐順天公主為妻，陳太宗則娶李昭皇為妻。1225年，李朝權臣陳守度（陳柳的從叔）脅迫李昭皇讓位給陳太宗，陳朝建立。
1237年，在陳守度的安排下，陳太宗以李佛金無法生育為名，強娶順天公主為新的皇后。此舉激怒了陳柳，於是陳柳起兵叛亂，不久兵敗。陳柳假扮漁夫秘密去找陳太宗，表示願意投降。陳太宗赦免了他，並封之為「安生王」（越南语：／）。
在政治失權的陳柳對陳守度和陳太宗懷恨在心，憤恨而死。臨死前要求兒子興道王陳國峻起兵奪取天下，但陳國峻不以為然。
陳柳死後，其子武成王陳國尹欲出奔南宋，為南宋思明府土官黃炳所執，移交給陳朝。陳英宗時曾頒下詔令禁止使用陳柳的名諱，但其時已改稱他欽明大王（越南语：／）。

## 家族
- 父：陳承
- 母：國聖皇太后黎氏妙
- 弟：
  - 陳太宗陳煚
  - 欽天王陳日晈
  - 懷德王陳婆列
- 妻：
  - 順天公主李氏
  - 善道國母某氏月
- 子：
  - 慧中上士陳國嵩
  - 武成王陳國尹
  - 興道王陳國峻
  - 靖國王陳國康
- 女：
  - 元聖皇后陳氏韶（嫁陳聖宗）